# 1466
1466 (MCDLXVI) fue un año común comenzado en miércoles del calendario juliano. Es uno de los ocho años de la era común y del anno Domini que usa todas las letras del sistema de numeración romano una vez cada una.

## Acontecimientos
- 14 de enero: entre Salerno y Potenza (Italia) a las 21:00 (hora local) sucede un terremoto de magnitud 4,6 de la escala de Richter, que destruye la mayoría de las viviendas (en esa época, de adobe) a decenas de kilómetros a la redonda.
- El Imperio chimú es conquistado por el Imperio inca.
- En Europa oriental, los caballeros teutónicos y las ciudades alemanas firman la segunda Paz de Thorn, que pone fin a la época de gran esplendor de la Orden Teutónica.

## Nacimientos
- 11 de febrero: Isabel de York

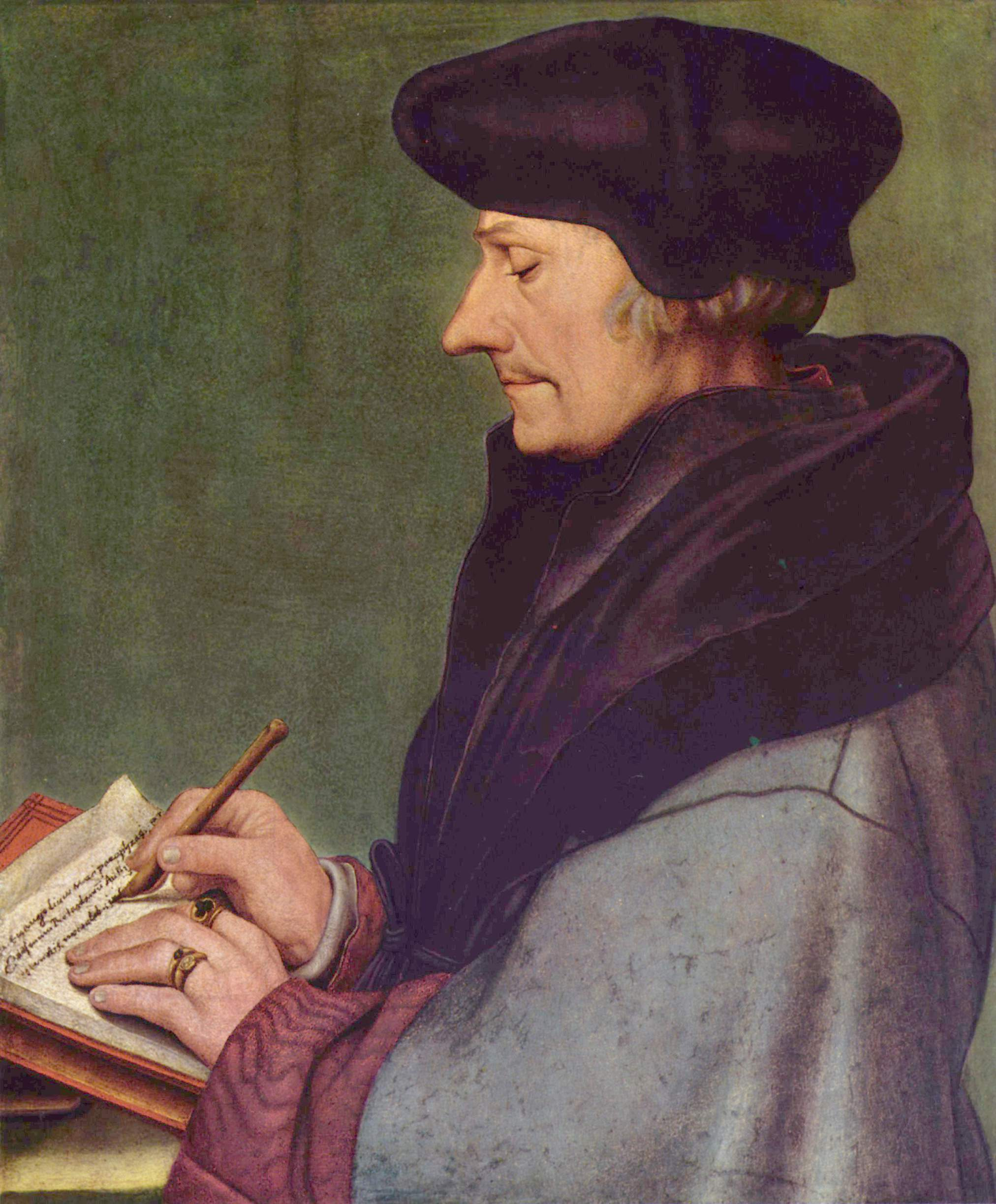
Erasmo de Róterdam nace el 28 de octubre.

- 23 de septiembre: Sebastiano Mainardi, pintor italiano (f. 1513)
- 28 de octubre: Erasmo de Róterdam, humanista neerlandés (f. 1536).
- 30 de noviembre: Andrea Doria, almirante y hombre de Estado genovés (f. 1560).
- Johannes Werner, clérigo cartógrafo.
- Motecuhzoma Xocoyotzin, futuro gobernante de los mexicas (f. 1520).

## Fallecimientos
- Donatello, artista del Renacimiento italiano.